# Fort-du-Plasne
Fort-du-Plasne är en kommun i departementet Jura i regionen Bourgogne-Franche-Comté i östra Frankrike. Kommunen ligger i kantonen Saint-Laurent-en-Grandvaux som tillhör arrondissementet Saint-Claude. År 2022 hade Fort-du-Plasne 478 invånare.

## Befolkningsutveckling
Antalet invånare i kommunen Fort-du-Plasne
Referens:INSEE